# Сондри
Сондри (пол. Sądry, нім. Zondern) — село в Польщі, у гміні Мронгово Мронґовського повіту Вармінсько-Мазурського воєводства.
Населення — 30 осіб (2011).

## Демографія
Демографічна структура станом на 31 березня 2011 року:
|          | Загалом | Допрацездатний вік | Працездатний вік | Постпрацездатний вік |
| -------- | ------- | ------------------ | ---------------- | -------------------- |
| Чоловіки | 16      | 2                  | 9                | 5                    |
| Жінки    | 14      | 2                  | 8                | 4                    |
| Разом    | 30      | 4                  | 17               | 9                    |